# Police et Patrie

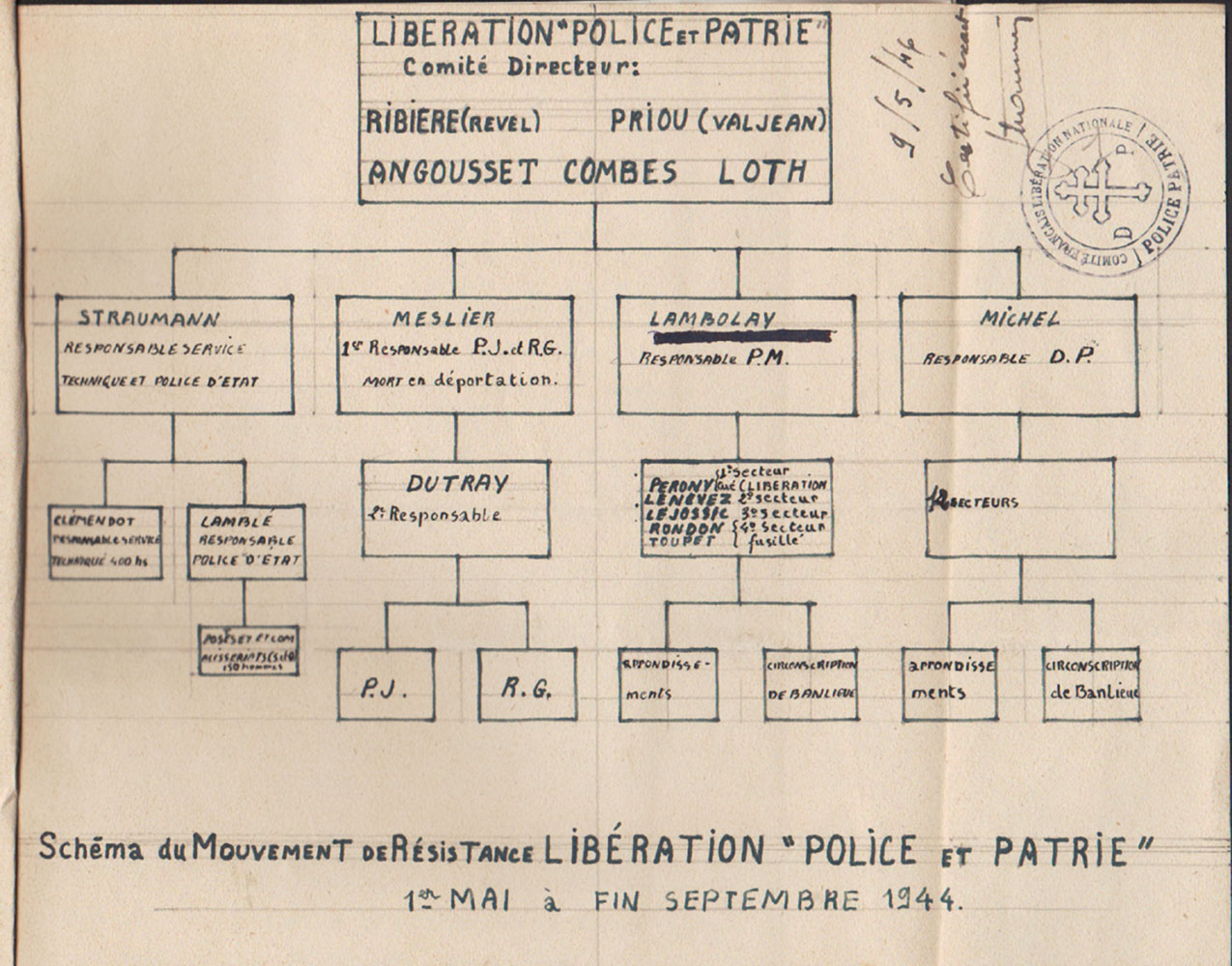
Organigramme de Police et Patrie. Le Comité directeur est composé de Henri Ribière, Roger Priou-Valjean, Jean Angousset, Pierre Combes et Gaston Loth.

Police et Patrie était, au cours de la Seconde Guerre mondiale, un groupe de Résistance de la police parisienne.

## Description
Police et Patrie a succédé en 1943 au groupe « Police » qui existait au sein du mouvement de Résistance d'obédience socialiste « Libération-Nord ». Généré par Henri Ribière, Police et Patrie a été confié au gardien de la paix des Services techniques de la Préfecture de police Jean Straumann, également socialiste. Celui-ci a rapidement structuré son groupe en l'étendant aussi vers la Seine-et-Oise. Solidement implanté à la Préfecture de police au sein de la Défense passive grâce au brigadier André Michel et des Services techniques avec l'aide de l'ancien responsable de la structure le commissaire principal Roger Pellevoizin, révoqué par Vichy, Police et Patrie a essaimé dans les autres directions. Il a contribué à la Libération de Paris en s'associant à la grève de la police parisienne et au soulèvement de la Préfecture de police en août 1944. Le représentant de Police et Patrie au sein du Comité de libération de la police parisienne fut le brigadier Joseph Lamboley, qui supplanta Jean Straumann. Celui-ci combattit à la tête de ses hommes lors des combats pour la Libération où il fut gravement blessé. Le groupe a joué aussi un rôle important aux côtés des FFI à l'occasion des affrontements dans le sud de l'Île-de-France.

## Bulletin d'information
- n°1 — avril 1944
- n°2 — juin 1944
- n°3 — juin 1944
- n°4 — juillet 1944
- n°5 — août 1944